# Савочкин, Егор Семёнович
Егор Семёнович Савочкин (1772—1863) — русский военачальник, генерал-артиллерист, участник Отечественной войны 1812 года.

## Биография
Родился в Симбирске в 1772 году, отец его был простым солдатом.
В 1797 году Савочкин поступил в артиллерию «готлангером» и исполнял самые чёрные работы. Самостоятельно приготовившись к офицерскому экзамену и в 1804 году на отлично сдав его, произведён в поручики полевой артиллерии и служил адъютантом инспектора артиллерии, сначала Аракчеева, потом Меллер-Закомельского.
В 1807 года командирован в армию, в Пруссию для наблюдения за точным исполнением предписаний по артиллерийской части и принял участие в делах с французами. В кампании 1812 года против Наполеона участвовал в разных сражениях: при Островне, Витебске, Смоленске. В 1813 году произведён в подполковники и назначен командиром батарейной роты 8-й артиллерийской бригады.
С 1820 года командовал 7-й артиллерийской бригадой. В 1823 году произведён в полковники.
Во время русско-турецкой войны 1828—1829 гг. отличился при взятии Анапы, 6 августа 1829 года получил чин генерал-майора. При осаде Варны руководил артиллерией. В 1829 году принимал деятельное участие в артиллерийских делах при осаде Силистрии.
Во время польской кампании 1831 года командовал 5-й артиллерийской дивизией.
В 1837 года уволен в отпуск для излечения ран и контузий с сохранением полного содержания. Проживал в деревне Замостье Прилукского уезда Полтавской губернии, где приобрёл имение и 65 душ крепостных крестьян .
В 1839 году Савочкин получил предложение занять должность коменданта в Эривани, но отказался от этого предложения, считая его оскорбительным, и подал в отставку.
Уволенный в 1839 году от службы, Савочкин получал кроме пенсии ежегодно негласного пособия 3000 рублей.
Умер 16 октября 1863 года, погребён на приходском кладбище села Сорочинцы Прилукского уезда (ныне в составе г. Прилуки).

## Награды
26 ноября 1827 года за беспорочную выслугу 25 лет в офицерских чинах был награждён орденом св. Георгия 4-й степени (№ 4076 по кавалерскому списку Григоровича — Степанова).